# Dublin (Pensilvania)
Dublin es un borough ubicado en el condado de Bucks en el estado estadounidense de Pensilvania. En el año 2000 tenía una población de 2,083 habitantes y una densidad poblacional de 1,477.1 personas por km².

## Geografía
Dublin se encuentra ubicado en las coordenadas 40°22′24″N 75°12′9″O / 40.37333, -75.20250.

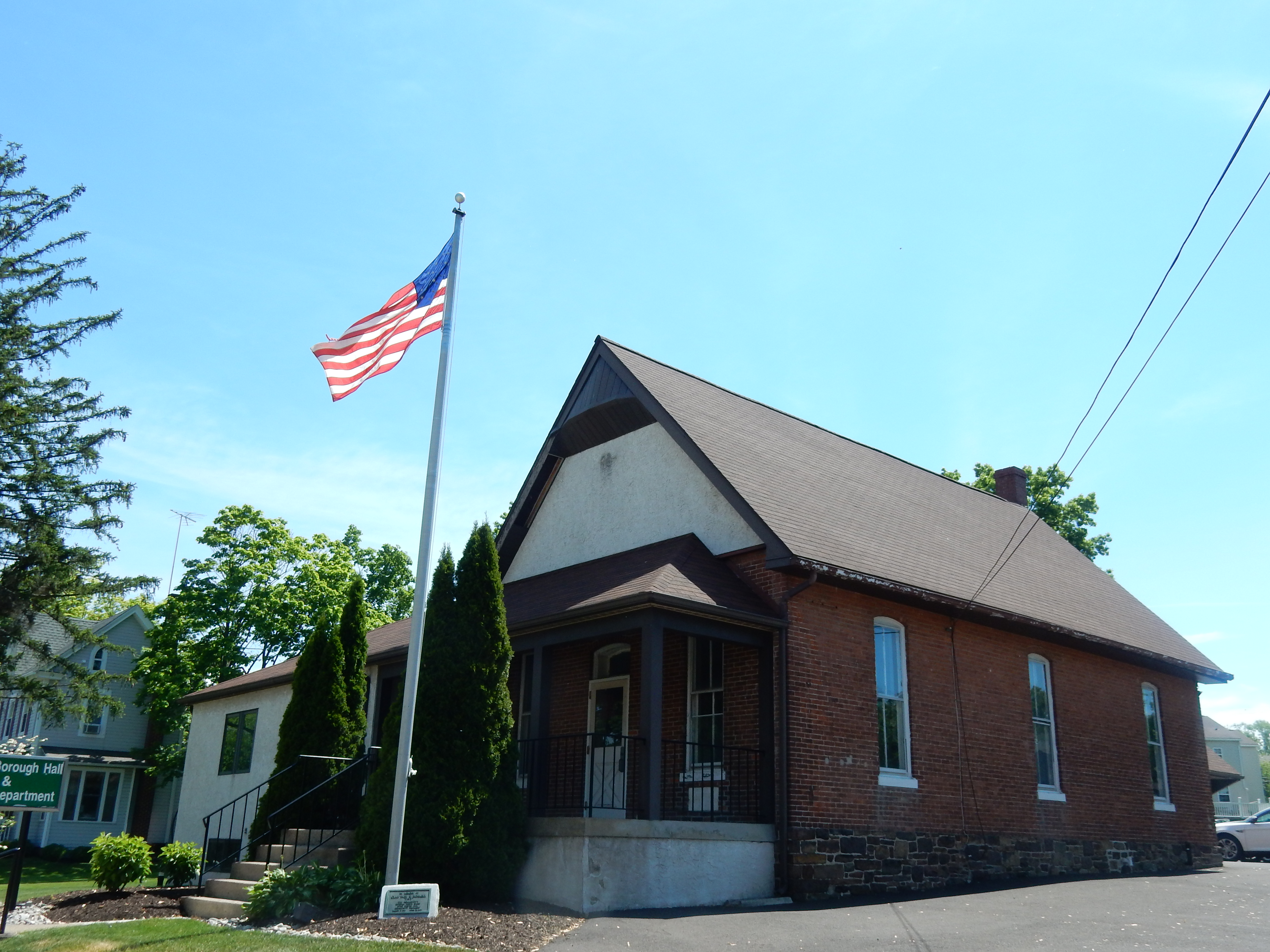

## Demografía
Según la Oficina del Censo en 2000 los ingresos medios por hogar en la localidad eran de $48,235 y los ingresos medios por familia eran $55,724. Los hombres tenían unos ingresos medios de $37,441 frente a los $26,589 para las mujeres. La renta per cápita para la localidad era de $21,778. Alrededor del 6.2% de la población estaba por debajo del umbral de pobreza.